# DR-Baureihe 93.64–67
In die Baureihe 93.64–67 reihte die Deutsche Reichsbahn Güterzugtenderlokomotiven verstaatlichter Eisenbahnen mit der Achsfolge 1’D1’ und einem Dienstgewicht von 78 Tonnen (93.64) bis 102 Tonnen (93.67) ein.

## Übersicht (unvollständig)
| DR-Betriebsnummer  | urspr. Betriebsnummer oder Herkunft | Bemerkung                 | Anzahl ursprünglich |
| ------------------ | ----------------------------------- | ------------------------- | ------------------- |
| 93 6476–6477, 6479 | BStB 51–53                          | Bauart Borsig             | 3                   |
| 93 6478, 6480–6481 | RE 40–42                            | Bauart Orenstein & Koppel | 3                   |
| 93 6576            | KPEV T 28                           | Bauart Borsig             | 1                   |
| 93 6676–6677       | Prignitzer Eisenbahn 7 und 22       | Bauart Henschel           | 2                   |
| 93 6678–6683       | Landesverkehrsamt Brandenburg       | Bauart Borsig             | 6                   |
| 93 6776–6778       | HBE 10–12                           | Bauart Hanomag            | 3                   |